# Stanisław Tyburek
Stanisław Tyburek (ur. 4 lutego 1895 w Górach, zm. 17 maja 1967 w Krasnymstawie) – żołnierz Legionów Polskich, Wojska Polskiego w II Rzeczypospolitej, Armii Krajowej i ludowego Wojska Polskiego, działacz niepodległościowy, kawaler Orderu Virtuti Militari.

## Życiorys
Urodził się 4 lutego 1895 we wsi Góry, w ówczesnym powiecie nowoaleksandryjskim guberni lubelskiej, w rodzinie Mikołaja i Małgorzaty z Rybków. Absolwent szkoły powszechnej w Lublinie, członek Narodowego Związku Robotniczego i Polskiej Organizacji Wojskowej. 17 maja 1922 za udział i poświęcenie w czasie akcji bojowych Oddziału Lotnego POW odznaczony został Krzyżem Srebrnym Orderu Wojskowego Virtuti Militari. Od 30 lipca 1915 służył w żandarmerii I Brygady Legionów Polskich. Po 21 września tego roku walczył w polu, w szeregach 3. kompanii III batalionu 1 pułku piechoty. Od 12 stycznia 1916 w oddziale telefonicznym 1 pułku piechoty. Wziął udział w kampanii wołyńskiej. Wiosną 1917 odnotowany w oddziale sztabowym 1 pułku piechoty. Został przedstawiony do odznaczenia austriackim Krzyżem Wojskowym Karola . W lipcu 1917, po kryzysie przysięgowym, internowany w Szczypiornie. Po 16 grudnia tego roku przeniesiony do obozu w Łomży .
W listopadzie 1918 wstąpił do odrodzonego Wojska Polskiego i otrzymał przydział do warszawskiej kompanii garnizonowej. W okresie wojny polsko-ukraińskiej wziął udział w odsieczy Lwowa. Walczył w Małopolsce Wschodniej. W wojnie polsko-bolszewickiej bił się między innymi na froncie wołyńskim.
Po wojnie pozostał w zawodowej służbie wojskowej. 1 kwietnia 1922 został mianowany na stopień chorążego . W 1933 pełnił służbę w Kadrze 6 kompanii szkolnej łączności w Krasnymstawie, w następnym roku w Dowództwie 25 Dywizji Piechoty w Kaliszu, a w marcu 1939 w Kadrze 2 batalionu telegraficznego w Krasnymstawie na stanowisku instruktora kompanii szkolnej. Walczył w kampanii wrześniowej. W okresie okupacji działał w Armii Krajowej.
Po wyzwoleniu spod okupacji niemieckiej, wcielony do 2 Armii Wojska Polskiego przeszedł z nią cały szlak bojowy. Po wojnie zdemobilizowany w stopniu kapitana.
Zmarł 17 maja 1967 w Krasnymstawie, spoczywa na miejscowym cmentarzu. Był żonaty z Cecylią z Kłosowskich, z którą miał syna Jerzego Stanisława (ur. 21 stycznia 1927) i córkę Marię Małgorzatę (ur. 27 maja 1929).

## Ordery i odznaczenia
- Krzyż Srebrny Orderu Wojskowego Virtuti Militari nr 7577[1] – 17 maja 1922[10][11]
- Krzyż Niepodległości z Mieczami – 28 grudnia 1933 „za pracę w dziele odzyskania niepodległości”[12], w zamian za nadany uprzednio (2 maja 1933) Krzyż Niepodległości[13]
- Krzyż Walecznych[14]
- Medal Pamiątkowy za Wojnę 1918–1921[14]
- Medal Dziesięciolecia Odzyskanej Niepodległości[14]